# Eleições estaduais no Pará em 1982
As eleições estaduais no Pará em 1982 ocorreram em 15 de novembro conforme o calendário previsto às eleições gerais em 23 estados brasileiros e nos territórios federais do Amapá e Roraima. Realizado sob regras que proibiam as coligações partidárias e instituíram o voto vinculado e a sublegenda, o pleito foi o último onde eleitores residentes no Distrito Federal tiveram os votos remetidos ao Pará através de urnas especiais. Na primeira disputa por voto popular ao governo do estado desde a vitória de Alacid Nunes em 1965, o PMDB elegeu o governador Jader Barbalho, o vice-governador Laércio Franco, o senador Hélio Gueiros e conseguiu por estreita margem as maiores bancadas entre os 15 deputados federais e 39 deputados estaduais eleitos.
O governador Jader Barbalho nasceu em Belém e formou-se advogado pela Universidade Federal do Pará. Sua carreira política começou após a cassação do pai, Laercio Barbalho, que pertencia ao PSD e era deputado estadual, pelo Regime Militar de 1964 e sob a legenda do MDB foi eleito vereador em Belém em 1966, deputado estadual em 1970 e 1974 e deputado federal em 1978. Foi a primeira das três vitórias do PMDB ao governo do Pará sendo que Jader Barbalho voltou ao poder em 1990.
Embora o MDB representasse as forças de oposição ao governo militar no Pará, o alcance da legenda era limitado pelos conflitos internos da ARENA entre os seguidores de Jarbas Passarinho e Alacid Nunes, embora o mecanismo de eleições indiretas e a mediação de Brasília impedissem uma discórdia de grandes proporções, contudo o fim do bipartidarismo fez cair os mecanismos de contenção e os embates entre as facções governistas persistiram mesmo após a criação do PDS e como foi malsucedido o ingresso dos alacidistas no PTB, o governador Alacid Nunes apoiou Jader Barbalho ao invés de Oziel Carneiro, candidato do PDS apoiado por Jarbas Passarinho.
Na eleição para senador a soma das sublegendas permitiu a vitória de Hélio Gueiros sobre Jarbas Passarinho, embora este tenha sido nomeado posteriormente ministro da Previdência Social pelo presidente João Figueiredo. A biografia de Hélio Gueiros informa que o mesmo nasceu em Fortaleza e é advogado formado na Universidade Federal do Ceará em 1949. Em Belém ele exerceu o jornalismo e trabalhou em O Liberal até filiar-se ao PSD sendo eleito deputado estadual em 1962 e candidatou-se a vice-governador à chapa de Zacarias de Assunção em 1965 não sendo eleito. Após entrar no MDB, foi eleito deputado federal em 1966 e teve os direitos políticos cassados pelo Ato Institucional Número Cinco em 1969, sendo este o seu retorno à vida pública.

## Resultado da eleição para governador
Segundo o Tribunal Regional Eleitoral houve 981.798 votos nominais (90,26%), 63.365 votos em branco (5,82%) e 42.594 votos nulos (3,92%), resultando no comparecimento de 1.087.757 eleitores.
| Candidatos a governador do estado  | Candidatos a vice-governador  | Número | Coligação            | Votação | Percentual |
| ---------------------------------- | ----------------------------- | ------ | -------------------- | ------- | ---------- |
| Jader Barbalho PMDB                | Laércio Franco PMDB           | 5      | PMDB (sem coligação) | 501.605 | 51,09%     |
| Oziel Carneiro PDS                 | Zeno Veloso PDS               | 1      | PDS (sem coligação)  | 461.969 | 47,05%     |
| Hélio Vieira Dourado PT            | Otávio Sales de Sousa PT      | 3      | PT (sem coligação)   | 11.010  | 1,12%      |
| Mário Nazareno Machado Sampaio PTB | Raimundo de França Chaves PTB | 4      | PTB (sem coligação)  | 7.214   | 0,74%      |
| Fontes:                            |                               |        |                      |         |            |

## Resultado da eleição para senador
Números oficiais apontam 937.174 votos nominais (86,16%), 96.226 votos em branco (8,84%) e 54.357 votos nulos (5,00%), resultando no comparecimento de 1.087.757 eleitores.
| Candidatos a senador da República     | Candidatos a suplente de senador                                             | Número | Coligação            | Votação | Percentual |
| ------------------------------------- | ---------------------------------------------------------------------------- | ------ | -------------------- | ------- | ---------- |
| Jarbas Passarinho PDS                 | Carlos Augusto Luna de Alcantarino PDS Francisco Raimundo Coimbra Lobato PDS | 11     | PDS (sem coligação)  | 445.628 | 47,55%     |
| Hélio Gueiros PMDB                    | -                                                                            | 51     | PMDB (em sublegenda) | 225.120 | 24,02%     |
| João Menezes PMDB                     | -                                                                            | 52     | PMDB (em sublegenda) | 176.124 | 18,79%     |
| Itair Sá da Silva PMDB                | -                                                                            | 53     | PMDB (em sublegenda) | 73.054  | 7,80%      |
| Manoel Francisco Farias de Almeida PT | Oreste Pedro Rodrigues de Oliveira PT Miguel do Espírito Santo Silva PT      | 31     | PT (sem coligação)   | 10.436  | 1,11%      |
| Carlos Costa de Oliveira PTB          | Maria de Fátima Faiad da Silva PTB -                                         | 42     | PTB (sem coligação)  | 6.812   | 0,73%      |
| Fontes:                               |                                                                              |        |                      |         |            |

## Deputados federais eleitos
São relacionados os candidatos eleitos com informações complementares da Câmara dos Deputados.

Representação eleita
  PMDB: 8
  PDS: 7

| Deputados federais eleitos | Partido | Votação | Percentual | Cidade onde nasceu       | Unidade federativa |
| Lúcia Viveiros             | PDS     | 69.384  |            | Belém                    | Pará               |
| Manuel Ribeiro             | PDS     | 65.885  |            | Belém                    | Pará               |
| Coutinho Jorge             | PMDB    | 63.040  |            | Belém                    | Pará               |
| Dionísio Hage              | PMDB    | 60.274  |            | Santarém                 | Pará               |
| Gerson Peres               | PDS     | 54.465  |            | Cametá                   | Pará               |
| Brabo de Carvalho          | PMDB    | 49.908  |            | Muaná                    | Pará               |
| Sebastião Curió            | PDS     | 49.529  |            | São Sebastião do Paraíso | Minas Gerais       |
| Carlos Vinagre             | PMDB    | 45.395  |            | Belém                    | Pará               |
| Ronaldo Campos             | PMDB    | 43.412  |            | Santarém                 | Pará               |
| Domingos Juvenil           | PMDB    | 41.722  |            | Vigia                    | Pará               |
| Ademir Andrade             | PMDB    | 39.311  |            | Milagres                 | Bahia              |
| Antônio Amaral             | PDS     | 36.866  |            | Belém                    | Pará               |
| Osvaldo Melo               | PDS     | 34.283  |            | Belém                    | Pará               |
| Vicente Queiroz            | PMDB    | 29.626  |            | Mocajuba                 | Pará               |
| Jorge Arbage               | PDS     | 25.624  |            | Belém                    | Pará               |
| Fonte:                     |         |         |            |                          |                    |

## Deputados estaduais eleitos
Na disputa pelas trinta e nove vagas da Assembleia Legislativa do Pará o PMDB  conquistou vinte e o PDS dezenove.

Representação eleita
  PMDB: 20
  PDS: 19

| Deputados estaduais eleitos  | Partido | Votação | Percentual | Cidade onde nasceu  | Unidade federativa |
| Ronaldo Passarinho           | PDS     | 41.103  | 4,18%      | Belém               | Pará               |
| Maria de Nazaré Barbosa      | PMDB    | 33.818  | 3,44%      | Altamira            | Pará               |
| Célio Sampaio                | PMDB    | 32.422  | 3,30%      | Castanhal           | Pará               |
| Eloy Santos                  | PDS     | 20.412  | 2,07%      | Ananindeua          | Pará               |
| Antônio Alves Teixeira       | PMDB    | 19.929  | 2,02%      | Castanhal           | Pará               |
| Nicias Ribeiro               | PMDB    | 16.757  | 1,70%      | Belém               | Pará               |
| Nilton Peres                 | PDS     | 16.621  | 1,69%      | Cametá              | Pará               |
| Paulo Roberto                | PMDB    | 15.151  | 1,54%      | Santarém            | Pará               |
| Mariuadir Santos             | PMDB    | 14.595  | 1,48%      | Piçarra             | Pará               |
| Fernando Bahia               | PDS     | 13.860  | 1,41%      | Ananindeua          | Pará               |
| Amílcar Moreira              | PMDB    | 13.831  | 1,40%      | Cametá              | Pará               |
| Herbert Matos Veríssimo      | PDS     | 13.451  | 1,37%      | Marituba            | Pará               |
| Alcides Corrêa               | PMDB    | 13.425  | 1,36%      | São Félix do Xingu  | Pará               |
| Hermínio Calvinho Filho      | PMDB    | 13.192  | 1,34%      | Belém               | Pará               |
| Paulo Fonteles               | PMDB    | 13.039  | 1,32%      | Belém               | Pará               |
| Gabriel Guerreiro            | PMDB    | 12.613  | 1,28%      | Oriximiná           | Pará               |
| Lucival Barbalho             | PMDB    | 12.513  | 1,27%      | Belém               | Pará               |
| Paulo Imbiriba Lisboa        | PDS     | 12.142  | 1,23%      | Marabá              | Pará               |
| Aziz Mutran Neto             | PDS     | 11.919  | 1,21%      | Marabá              | Pará               |
| Carlos Antônio Estácio       | PDS     | 11.583  | 1,17%      | Salvaterra          | Pará               |
| Edson Matoso                 | PDS     | 11.352  | 1,15%      | Anapu               | Pará               |
| José Alfredo Silva Hage      | PDS     | 11.167  | 1,13%      | Belém               | Pará               |
| Fausto Fernandes             | PDS     | 11.066  | 1,12%      | Caculé              | Bahia              |
| Flávio Cezar Franco          | PDS     | 11.006  | 1,12%      | Belém               | Pará               |
| Luis Maria Soares            | PMDB    | 10.645  | 1,08%      | Cachoeira do Arari  | Pará               |
| José Guilherme Silva Ribeiro | PMDB    | 10.504  | 1,06%      | Capanema            | Pará               |
| Antônio da Silva Pereira     | PDS     | 10.336  | 1,05%      | Teixeira            | Maranhão           |
| Edson Sousa Batista          | PMDB    | 10.332  | 1,05%      | Terra Santa         | Pará               |
| Haroldo Bezerra              | PDS     | 10.319  | 1,05%      | Cametá              | Pará               |
| Aldo Bernal de Almeida       | PMDB    | 10.083  | 1,02%      | Curionópolis        | Pará               |
| Eladyr Nogueira Lima         | PMDB    | 10.001  | 1,01%      | Cametá              | Pará               |
| Romero Ximenes Ponte         | PMDB    | 9.910   | 1,00%      | Belém               | Pará               |
| Victor Hilário da Paz        | PDS     | 9.796   | 0,99%      | Santarém            | Pará               |
| Mário Chermont               | PMDB    | 9.597   | 0,97%      | Rio de Janeiro      | Rio de Janeiro     |
| Itamar Francês               | PMDB    | 9.595   | 0,97%      | Ananindeua          | Pará               |
| Álvaro de Oliveira Freitas   | PDS     | 9.498   | 0,96%      | Uruará              | Pará               |
| Almir Tavares Lima           | PDS     | 9.105   | 0,92%      | Jacareacanga        | Pará               |
| Guaracy Silveira             | PDS     | 8.960   | 0,91%      | Belém               | Pará               |
| Aldebaro Klautau             | PDS     | 8.599   | 0,87%      | Belém               | Pará               |
| Paulo Martins Ramalho        | PDS     | 8.291   | 0,84%      | Santa Cruz do Arari | Pará               |
| Fonte:                       |         |         |            |                     |                    |

## Eleições municipais
Não houve escolha de prefeito em Belém e nos municípios de Almeirim, Altamira, Itaituba, Marabá, Óbidos, Oriximiná, Salinópolis e Santarém. Nas demais cidades o PDS elegeu 48 prefeitos e o PMDB elegeu 30.